# ريتا مايس
ريتا مايس (من مواليد 16 يونيو 1975) قاتل متسلسل أمريكي، مدانة في قتل ما لا يقل عن سبعة من قدامى المحاربين العسكريين المسنين على مدى أحد عشر شهرًا بين يوليو 2017 ويونيو 2018، عن طريق حقنهم بجرعات قاتلة من الأنسولين أثناء عملها كمساعد تمريض في مركز لويس أ.جونسون الطبي للمحاربين القدامى في كلاركسبيرغ فيرجينيا الغربية. في 11 مايو 2021 حُكم على مايس بسبعة أحكام متتالية بالسجن مدى الحياة بتهمة القتل، بالإضافة إلى 20 عامًا بتهمة الاعتداء بقصد ارتكاب جريمة قتل.